# The Candy Spooky Theater
The Candy Spooky Theater (jap. ザ キャンディー スプーキー シアター) – japoński zespół gotycko rockowy, który zadebiutował w 2005 roku. W skład zespołu wchodzą: wokalista Jack Spooky, gitarzysta Karl Bone Jr. oraz basista Peggy Giggles. Ich muzyka jest inspirowana przez horrory Tima Burtona.

## Historia
Zespół powstał z inicjatywy Jacka Spookiego, do którego dołączył Peggy Giggles (obaj się poznali się w zespole Dororo). Później do grupy dołączył Zull. Debiutanckim albumem zespołu był Living Dead Spooky Doll's Family in the Rock n' Childs Spook Show Baby! wydany 23 marca 2007 roku. Niedługo potem z zespołu odszedł Zull. Jego miejsce zajął Kiddy Skeleton, który opuścił zespół we wrześniu 2008 roku. Zastąpił go Karl Bone Jr.. 20-22 maja 2007 roku grupa odbyła trasę po Stanach Zjednoczonych pt. „Comical Horror's Wonder Land East Coast Showcase Tour”.

## Członkowie

### Obecny skład
- Jack Spooky - wokal
- Peggy Giggles - gitara basowa
- Karl Bone Jr. - gitara

### Byli Członkowie
- Zull - gitara
  - Odszedł w maju 2007 roku
- Kiddy Skeleton - gitara
  - Odszedł we wrześniu 2008 roku

## Dyskografia

### Albumy
- Living Dead Spooky Doll's Family in the Rock n' Childs Spook Show Baby! (23.03.2007)
- SpookyWonderland (01.10.2010)

## Single
- Pumpkins Scream in the Dead of Night Parade (21.03.2004)
- Wonderland (09.09.2005)
- Murderland (31.10.2005)
- The Bedroom (05.07.2006)
- Prince of Darkness (01.10.2007)
- The Haunted House (02.02.2009)